# Montes de Valsaín
Los montes de Valsaín o Balsaín se encuentran situados en el valle de Valsaín, o del río Eresma, en la vertiente norte de la sierra de Guadarrama y en el término municipal de Real Sitio de San Ildefonso, perteneciente a la provincia de Segovia (Castilla y León, España).
Están formados por dos montes, el Pinar y Matas, ambos de utilidad pública y pertenecientes al Organismo Autónomo Parques Nacionales, que lo gestiona mediante el Centro Montes y Aserradero de Valsaín.
Dentro de su límites, se han habilitado tres zonas de esparcimiento y difusión de los valores naturales. Estas son: Boca de Asno, que cuenta con un centro de interpretación, Los Asientos y El Robledo. También tiene sus instalaciones en ellos el Centro Nacional de Educación Ambiental (CENEAM).

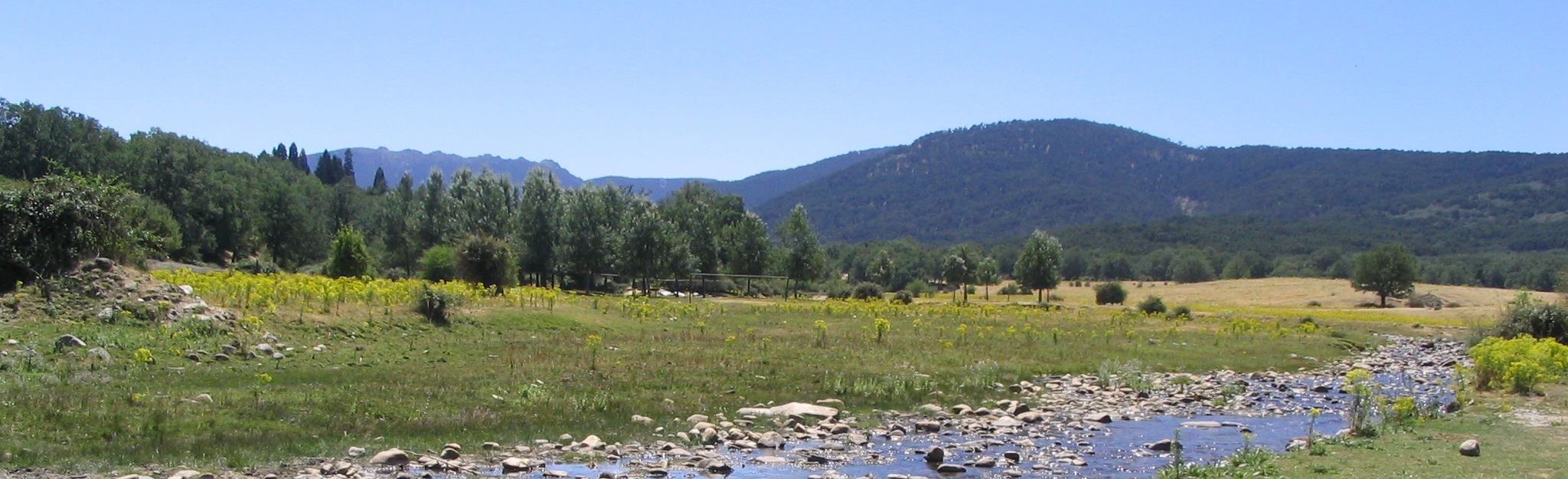
Valle de Valsaín visto desde el pueblo de Valsaín

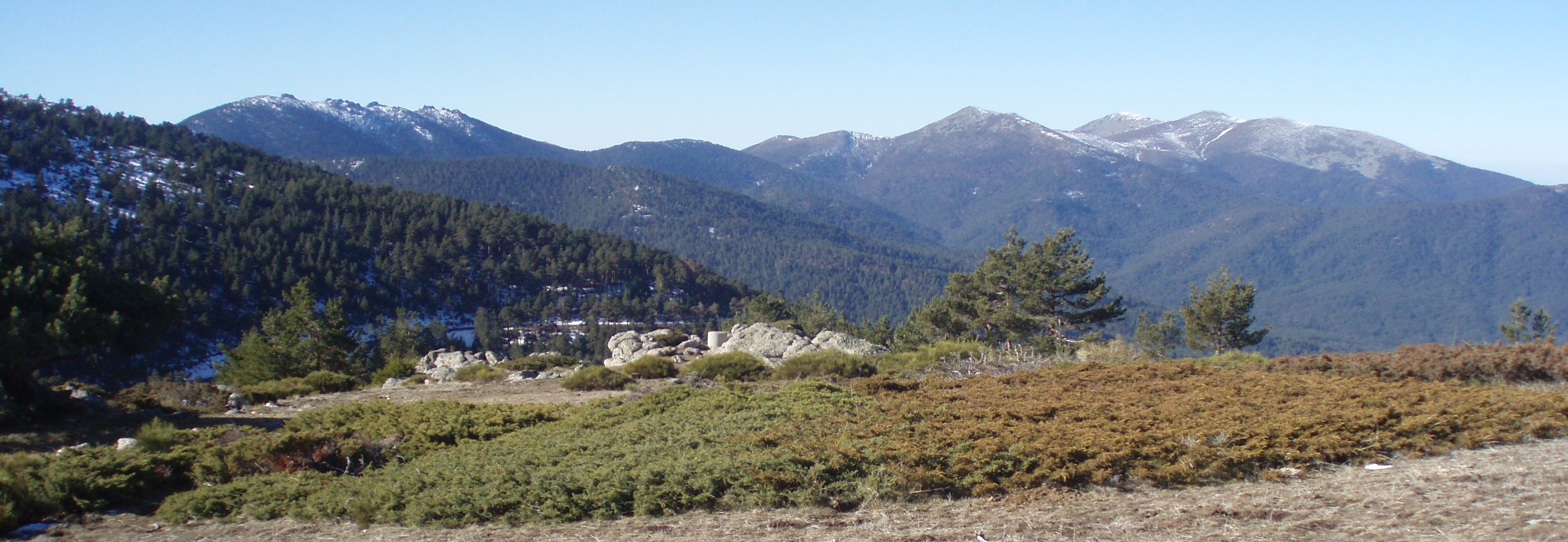
Siete Picos y La Mujer Muerta. Son dos zonas de los montes de Valsaín.

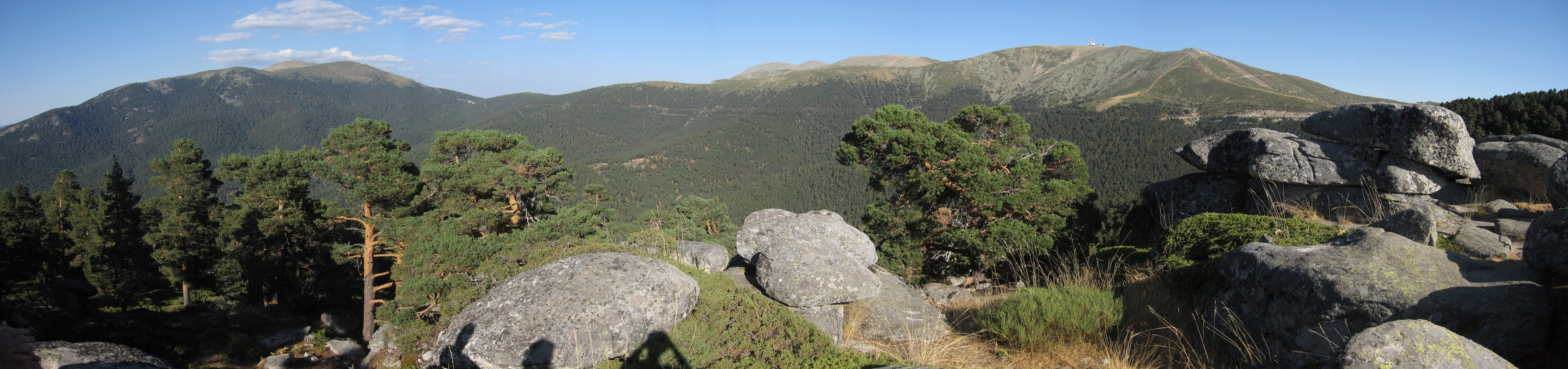
Peñalara y cara norte de Cuerda Larga vistos desde el mirador de La Gallarza

## Descripción
El valle de Valsaín se sitúa en la vertiente Norte de la sierra de Guadarrama coronado por los puertos de Navacerrada y de la Fuenfría, paso histórico de la sierra. La Sierra de Guadarrama lo cubre por su parte Este, mientras que el cordal de La Mujer Muerta lo hace por la Oeste. Entre ellos se extiende el valle con una orientación de sur a norte, una anchura media de 6 km y una longitud aproximada de 9 km. La altitud de la zona varia entre los 1100 m s. n. m. y los 2125 de Siete Picos. Lo recorren los ríos Eresma, el Acebeda y el Peces. Los suelos son ácidos con base en granito y gneis.
La superficie que ocupan los Montes de Valsaín es de 10 672 ha, de las cuales, 7622 son del Monte Pinar y 3046 del Monte Matas; estando ocupadas por diferentes especies arbóleas dependiendo de la altitud. Predomina el pino silvestre, que ha recibido el sobrenombre de Pino de Valsaín que da una excelente madera y es explotado desde tiempos inmemoriales, siendo el motor económico del valle.
La riqueza ambiental es muy alta al ser ésta una zona de poca actividad humana e históricamente protegida, como reserva y coto de caza, por la monarquía española. Existe una gran diversidad de especies animales, destacando las aves, y vegetales. 
El valle, y los montes, están cruzados por la carretera autonómica CL-601 que une Segovia con Madrid por el puerto de Navacerrada. Otra serie de caminos y carreteras asfaltadas (en diferente estado de conservación) atraviesan el paraje; estando, normalmente, cerradas al tráfico rodado. Entre estos caminos, destaca la carretera que cruza el puerto de Fuenfría, paso histórico de la sierra, que ha ido, según ha pasado el tiempo, adaptándose a las diferentes modalidades de viales, desde el mero camino de herrería prehistórico, la calzada romana (de la que quedan importantes restos) hasta la carretera asfaltada (cuya última actuación fue la llamada carretera de la República). Este paso ha sido definitivamente cerrado al tráfico y sustituido por el puerto de Navacerrada primero y el Alto del León, y los túneles correspondientes, después.

### La geología y paisaje
Como el resto del sistema Central, los materiales que forman el suelo del valle en el cual se asientan los montes de Valsaín son de origen granítico y gneises. Son materiales rígidos que dan al suelo una acidez destacada. Estos materiales se quebraron siguiendo una serie de líneas de fractura que formaron las fosas y los macizos montañosos.
La fisonomía de los montes se estructura en tres unidades paisajísticas que se organizan dependiendo de la altitud, de la orientación (una está en solana y la otra en umbría), del suelo, del agua y los vientos dominantes, entre otros factores, donde la intervención humana es de los más importantes. Estas unidades son: la sierra, los valles y las rampas.

### Hidrografía

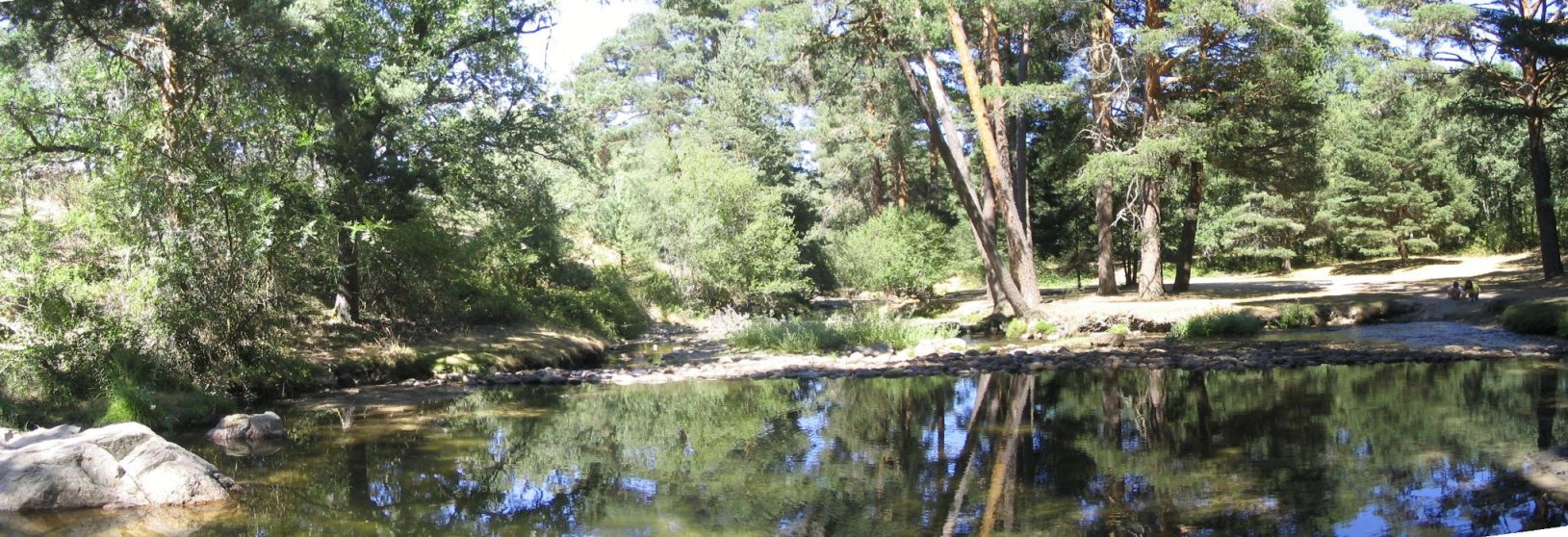
Poza en el río Eresma a su paso por los Montes de Valsaín.

Los principales cursos de agua que recorren el valle de Valsaín, y con él sus montes, son los ríos Eresma, el Acebeda y el Peces, todos ellos en la parte alta de sus cuencas. Estos ríos se van conformando con la suma de multitud de pequeños arroyos que bajan de las montañas que rodean el valle. Las precipitaciones anuales suelen oscilar entre los 885 mm de las zonas bajas a los 1170 mm de las altas. Siendo muy a menudo en forma de nieve, en especial en las cumbres de los montes donde se puede ver nieve hasta bien entrada la primavera.
El río Eresma se va conformando por los arroyos que bajan por las laderas norte de Siete Picos, El Telégrafo y Minguete, por su parte izquierda y del arroyo del Puerto que baja del puerto de Cotos.
El Acebeda se conforma por las aguas que bajan por las laderas del Montón de Trigo y La Pinareja.
El río Peces pasa por el borde oriental del Monte del Pinar.

### Vegetación

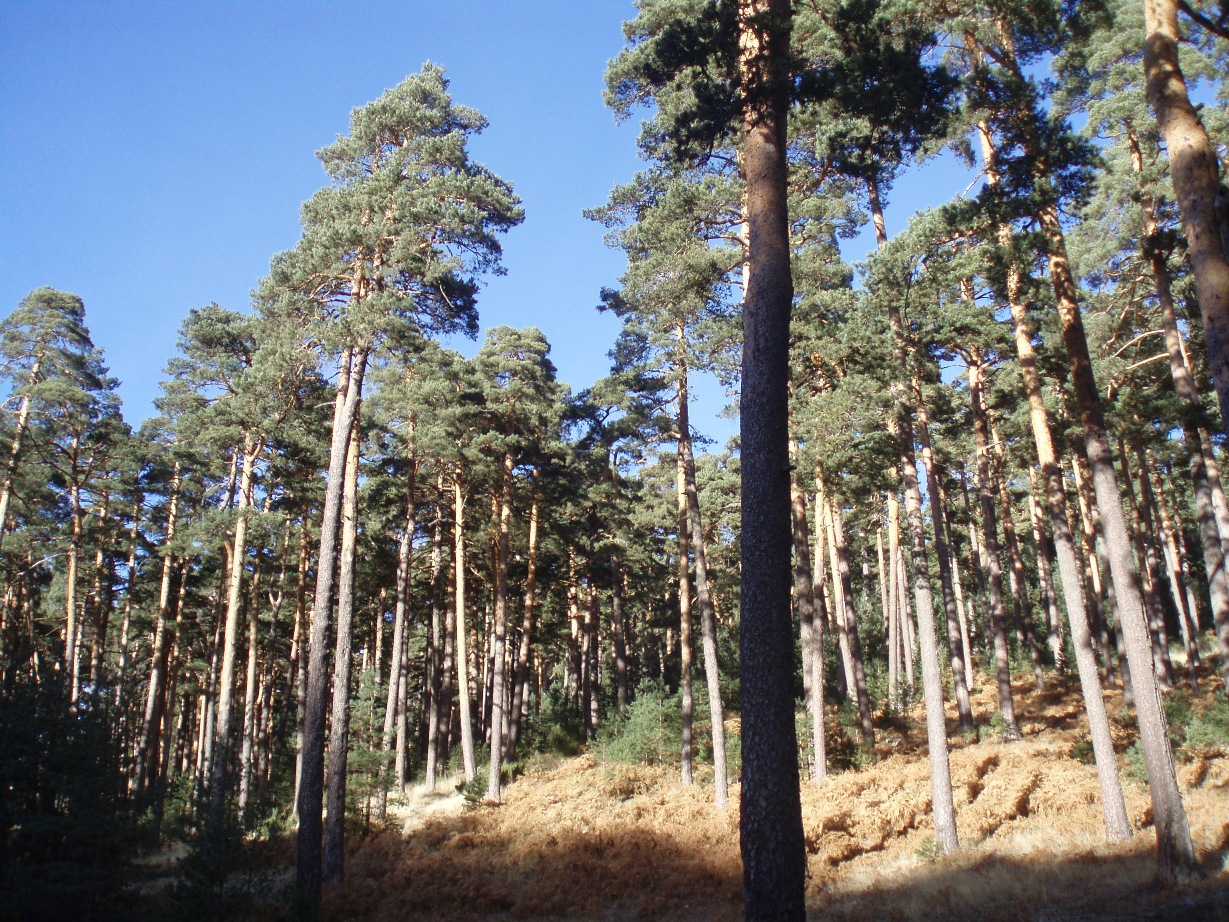
Bosque de pino silvestre en los Montes de Valsaín.

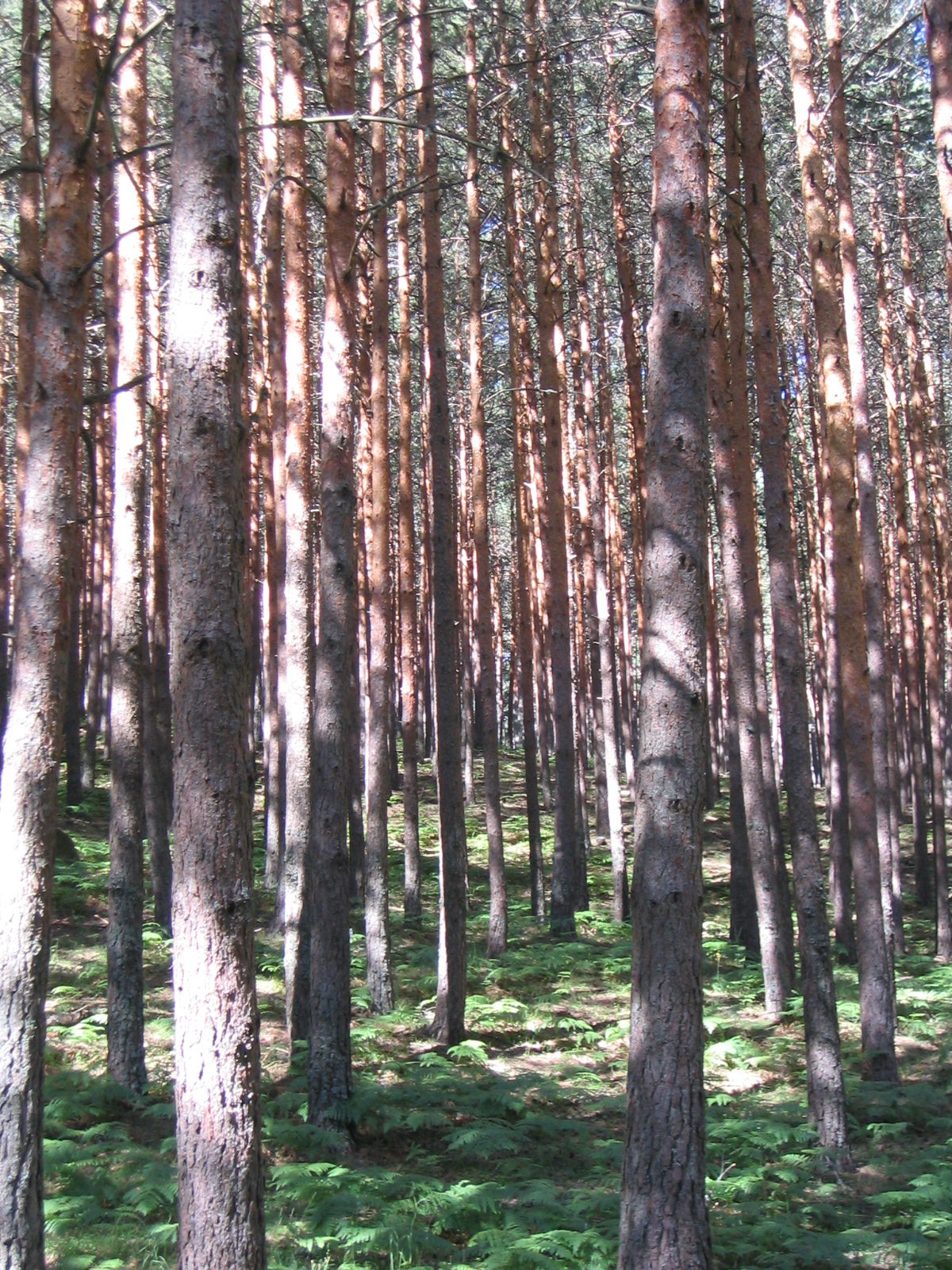
Pinar en el valle de Valsaín.

La especie arbórea reina de este espacio es el pino silvestre que ocupa la parte alta de los montes, por encima de los 1200 m, más abajo se establece el roble rebollo y en la zona baja hay manchas de encinares. En las orillas de los ríos se forman bosques de galería y, diseminados, podemos encontrar acebos, tejos, álamos, guindos, fresnos y arces, que se combinan con los arbustos  y matorrales como la retama, la jara estepa, el enebro rastreo, el piorno y el brezo. Se complementa la vegetación con las praderas en donde pasta el ganado vacuno y equino. Por lo que encontramos una diversidad que va desde los robledales y encinares del fondo del valle hasta las praderas de las cumbres.
Están catalogadas 867 especies, de las cuales solo 69 son especies alóctonas (no autóctonas) y que están situadas en jardines y espacios urbanizados.
Las principales especies que existen en los montes de Valsaín son las siguientes:
- Pino silvestre

El pino silvestre (Pinus sylvestris) forma los extensos pinares que cubren la mayor parte de los montes. Se sitúa entre las cotas de los 1200 y 1900 m s. n. m. de altitud siendo ésta el límite forestal de la zona. Alcanza una altura media de 25 m pudiendo llegar a superar los 30 m en algunas ocasiones. En las zonas de solana los volúmenes de las copas son inferiores a las de umbría. El sotobosque de los pinares suele estar compuesto de rebollo (Quercus pyrenaica, esto por debajo de los 1400 m s. n. m.) y de retama, jabino o enebro, piorno y zarzas. En los claros que se abren en los pinares abundan las zarzas.
En las partes altas del sotobosque hay jabino, piorno, cambrón y arándano y en las bajas, retamas, serbales, endrino, majuelo, brezo, avellano, cerezo y acebo.
- Roble rebollo

El roble rebollo (Quercus pyrenaica) ocupa la parte baja. Se sitúa entre los 1000 y 1400 metros de altitud. Se ve muy afectado por las nevadas tardías y tempranas que lo cogen con las hojas verdes tronchándolo. Muchas veces hace el papel de especie de sotobosque. 
En sus bosques se da un sotobosque compuesto principalmente por estepa, endrino, espino negro, aligustre, madreselva, escobas, majuelo y rosa.
- Encina

La encina (Quercus ilex) ocupa dos pequeñas áreas en los montes de Valsaín. Se establece entre las altitudes de 1300 y 1350 m en la zona de las laderas de Cabeza Grande y entre los 1118 y 1225 m en el ala norte del Cerro Matabueyes. Su sotobosque está compuesto por estepa y especies similares. 
- Pastizales

Hay diferentes tipos de pastizales. Todos ellos están salpicados de leñosas espinosas como 
Rosa sp., Crataegus monogyna, Prunus spinosa, si están muy pastoreados, y por arbustos inermes, como estepa, pero también por la escoba negra (Cytisus scoparius) o la retama (Genista florida).
Los pastizales son:
- Cervunales

Se establecen por encima de los 1300 y 1400 metros de altitud, por encima de la cota del pinar, son prados compuesto de hierba cervuna Nardus stricta a la que acompañan Festuca rubra, F. indigesta, Anthoxanthum odoratum, Lotus corniculatus, Trifolium pratense y Trifolium repens. Tienen una gran producción pero escasa calidad bromatológica. Son frecuentados por la fauna silvestre y el ganado equino.
- Majadales móntanos

Entre los 1100 y los 1300 metros de altitud, en suelos pobres hídricamente se dan estos pastos continuos que son aprovechados por el ganado vacuno y caballar. También se pueden ver estas praderas en claros de robledal y pinar.
Las especies más frecuentes son Festuca elegans, F. ampla, Bromus rigidus, B. hordaceus, B. diandus, Poa bulbosa, Aira praecox, Lolium perenne, Lotus corniculatus, Medicago sativa, Ornithopus perpusillus, Phleum pratense, Plantago lanceolata, Trifolium strictum y T. campestre.
- Majadal siliceo

Estas prados de pasto continuo son aprovechados para el pastoreo de ganado ovino y vacuno por su calidad bromatológica y de buenas características para el pastoreo. Están compuestos por;  Poa bulbosa, Trifolium subterraneum, Bromus hordaceus, Lupinus angustifolius, Eryngium tenue, Ornithopus compressus, Medicago rigidula y Vulpia bromoides.
- Vallicar

Este es un pastizal que se forma cuando los majadales se acotan. Son propios de las zonas bajas y se dan en suelos húmedos. Son aprovechados para el pasto de ganado mayor. Están compuestos por; Vulpia bromoides, Ornithopus compressus, Holcus lanatus, Aira praecox, Arrenatherum album, A. elatius, Briza media, Bromas hordaceus, Cynosorus echinatus, Dactilys glomerata y Trifolium striatum.

### Fauna
El Catálogo de la fauna de los Montes de Valsaín indica recoge más de 210 especies de animales vertebrados y 570 de insectos.
Entre los vertebrados la siguiente distribución:
- Aves

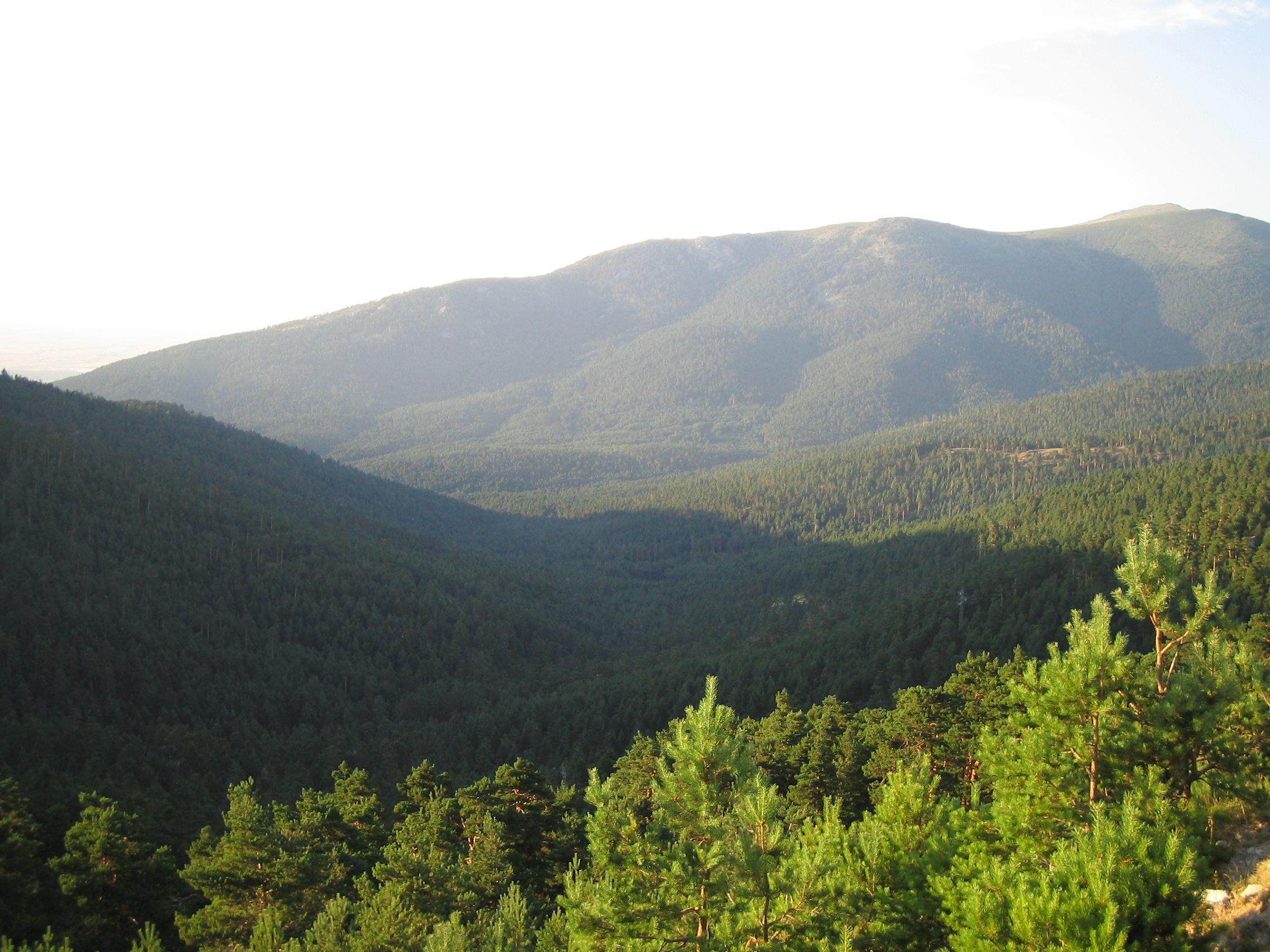
Valle de Valsaín con el macizo de Peñalara al fondo.

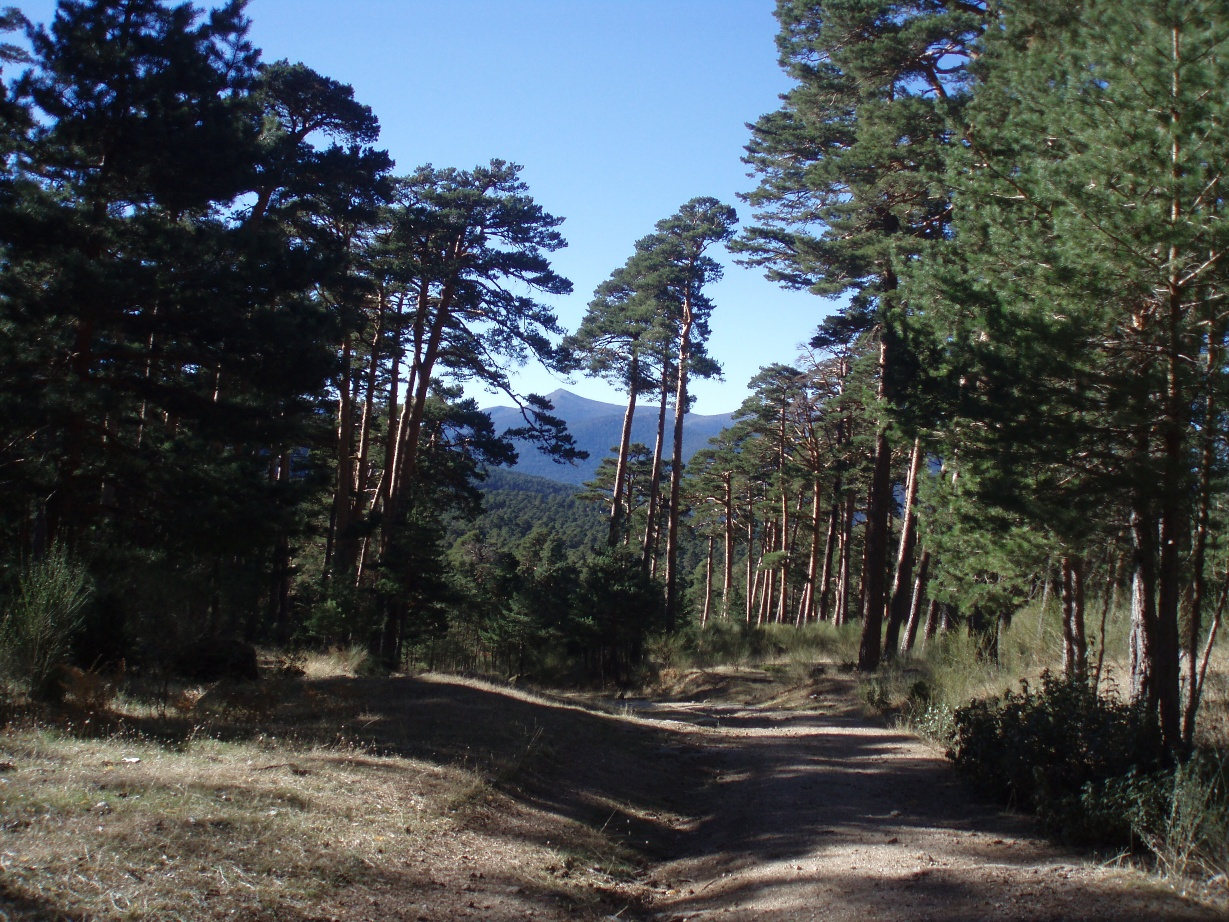
Pinares de los Montes de Valsaín con la montaña del Montón de Trigo al fondo.

Es el grupo más numeroso con 150 especies diferentes entre las que hay más de 100 nidificantes. Destacan por su número, el buitre negro (Aegypus monachus) y los ejemplares de águila imperial (Aquila adalberti). También hay buitre leonado (Gyps fulvus) y otras rapaces nocturnas y diurnas. Además encontramos una comunidad de aves forestales importante: páridos, piciformes, varios córvidos forestales (arrendajos, cuervos y cornejas,...).
- Mamíferos

Hay 45 especies de mamíferos de las cuales 15 son de murciélagos. Se pueden encontrar jabalís, zorros, corzos, gatos monteses y nutrias. Entre los murciélagos Myotis blythii nathalinae es un endemismo ibérico, como también lo son Sorex granarius, Talpa caeca occidentalis y Microtus (Pitymys) lusitanicus depressus. También está presente el erizo (Erinaceus europaeus) y es muy abundante la ardilla roja (Sciurus vulgaris).
- Reptiles

Hay 15 especies diferentes de reptiles siendo los más relevantes la víbora hocicuda (Vipera latastei), la culebra de collar (Natrix natrix), la lagartija carpetana(Iberolacerta cyreni) y el lagarto verdinegro (Lacerta schreiberi).
- Anfibios

Son 10 las especies catalogadas de anfibios. Se encuentran en las zonas húmedas y los más relevantes son, las salamandras (Salamandra salamandra bejarae), los tritones y diferentes especies de ranas y sapos como la rana patilarga (Rana iberica).
- Peces

En los ríos de los montes viven 5 especies de peces, los más abundantes son la trucha, los gobios y las bermejuelas.
- Insectos

Entre las más de 570 especies de insectos hay que destacar los emblemáticos ciervo volante (Lucanus cervus) y mariposas Graellsia isabelae, Parnassius apollo, Leptidea sinapis y Boloria selene castellana.

## Gestión y usos
La gestión de los montes de Valsaín la realiza el Centro Montes y Aserradero de Valsaín que busca el mantenimiento del uso tradicional de la riqueza de los bosques con su conservación.
La gestión combina la explotación y el aprovechamiento forestal y ganadero, el tradicional de los montes, con el uso público. La apertura de los montes de Valsaín a disfrute y descanso de los ciudadanos busca también la difusión entre la población de los valores naturales.
La actividad que se genera alrededor del monte de Valsaín influye muy significativamente en el entorno y en el municipio de Real Sitio de San Ildefonso. Se genera actividad directa para más de 150 personas al año y es el principal impulsor de la actividad forestal y de transformación de la madera.

### Uso público

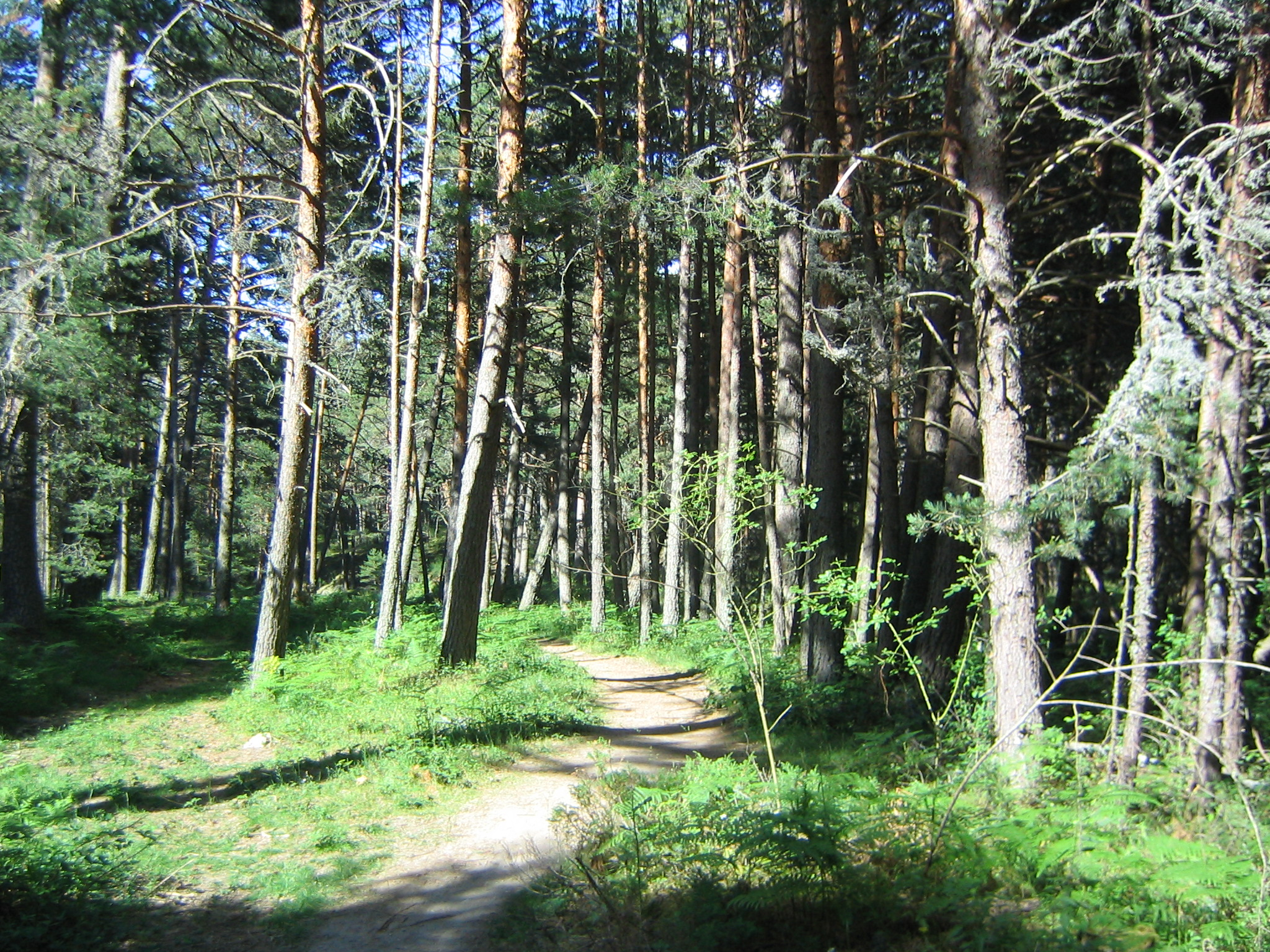
Camino de las Pesquerías del Eresma.

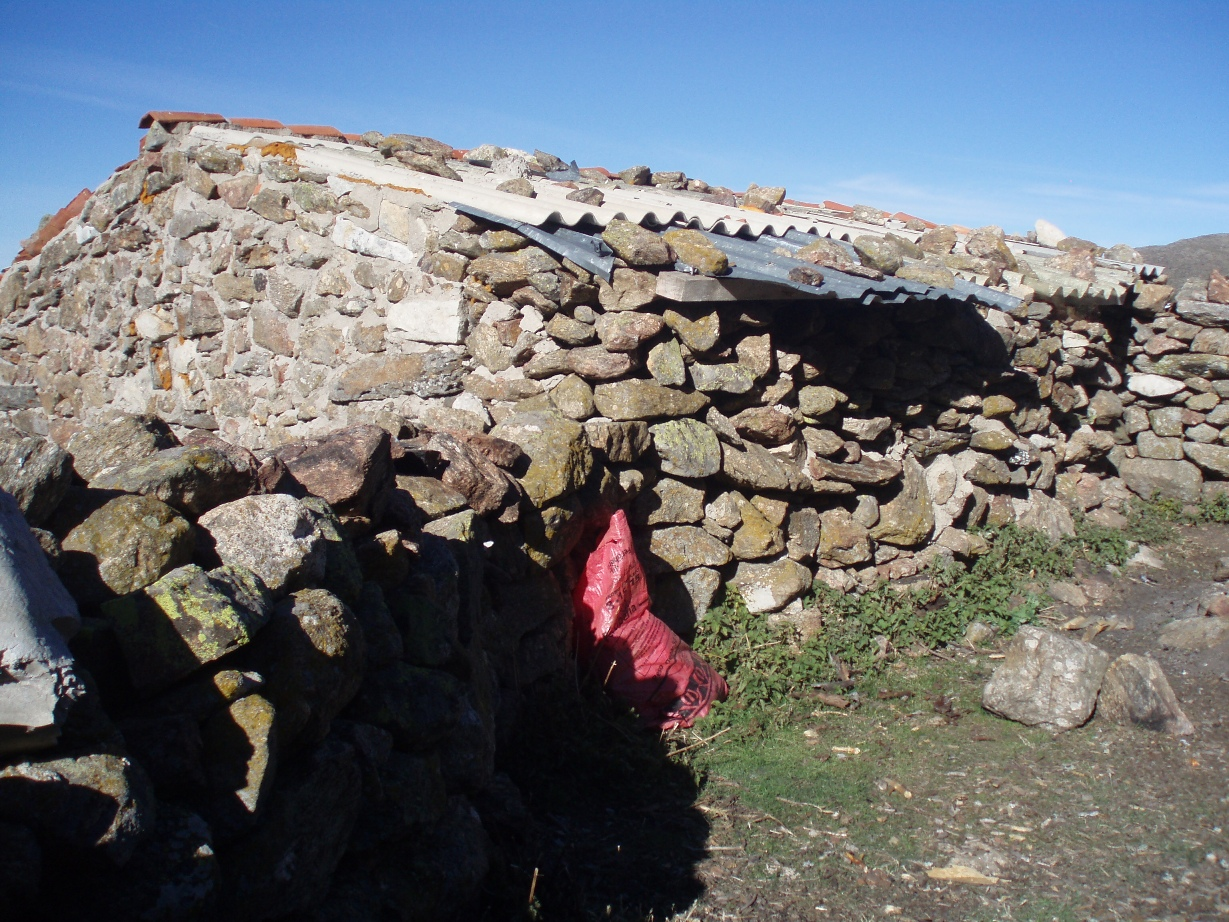
Refugio de montaña sin guardar llamado "Aranguez", situado a 1890 metros de altitud, en la ladera norte de Peñalara.

Destinado al disfrute de los montes por la ciudadanía en general y a la difusión de los valores naturales se han dispuesto tres áreas recreativas. Estas son, Boca de Asno, Los Asientos y El Robledo. Todas ellas están al borde de la carretera que cruza el valle, la CL-601 y disponen de zonas de aparcamiento y de diferentes servicios.
En la zona de Boca del Asno hay un Centro de Interpretación, abierto en 2004, que acerca los montes a los visitantes mostrando su historia, la riqueza natural y su gestión. El Centro está estructurado en seis partes: 
Entrada.
Se expone el corte de un tronco centenario de un pino en el que se señala los acontecimientos históricos que se han producido durante su vida y, una vez dentro del edificio, hay varios terrarios donde se puede observar cortes del suelo de los montes.
Recepción.
Es el punto de atención al público y donde se puede adquirir deferente material sobre la zona e información de las diferentes rutas que se pueden realizar, tanto libres como guiadas.
Proyección.
En una sala de proyección se pasa un vídeo histórico sobre los montes. Se expone la vinculación de los montes con la monarquía y su repercusión en los habitantes de Valsaín y La Granja.
Exposición escenográfica.
Un paseo virtual entre los diferentes ecosistemas que se pueden encontrar en los montes. Un día completo que comienza con un amanecer y una puesta de sol en la sierra.
Exposición temática.
Se expone información en diferentes formatos, desde paneles a pantallas de ordenador, sobre diferentes aspectos de los montes de Valsaín y las diferentes rutas habilitadas para su conocimiento.
Sala de audiovisuales.
Proyección de un audiovisual donde se expone, mediante el hilo conductor de la historia de un pino, el proceso de gestión del pinar y su interpelación con otras especies.
Mediante un sistema de rutas guiadas, de servicio gratuito, se pretende la difusión de los valores naturales y el conocimiento del terreno. Estas rutas tienen su salida en las tres zonas de esparcimiento y de otros lugares de los montes como Cogorros, puente de la Cantina, puerto de Cotos y la pradera de Navalhorno.
Una tupida red de caminos y carreteras, con acceso inhabilitado a los vehículos no autorizados, permite realizar cualquier excursión o ascenso a cualquiera de los montes que rodean el valle, los cuales superan, en muchos casos, los 2000 m s. n. m. de altitud con desniveles de más de 1000 m s. n. m.
Dentro de los terrenos que ocupan los montes de Valsaín, están ubicadas la instalaciones del Centro Nacional de Educación Ambiental, el CENEAM, que está orientado a informar, educar y concienciar sobre el medio ambiente. El centro consta de varias instalaciones entre las que destaca la proyección de un magnífico diaporama sobre la vida en la sierra durante las estaciones del año. Hay varias salas exponiendo las diversas peculiaridades del valle de Valsaín y de la sierra de Guadarrama que se completan con un paseo interactivo por el pinar que rodea las instalaciones.
Entre las diferentes rutas que hay para conocimiento del medio natural hay que destacar, por su singularidad y poca dificultad (lo que la hace acta para cualquier tipo de persona) la de las "pesquerías del Eresma", es un recorrido por las márgenes del río que comienza en Boca del Asno y sube por la orilla izquierda utilizando la adecuación realizada para que los reyes pudieran desplazarse cómodamente a pescar.

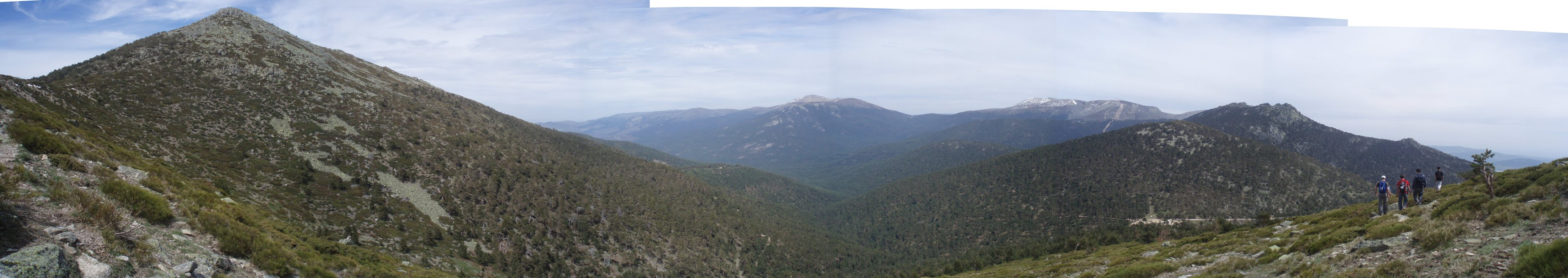
Vista panorámica del valle de Valsaín y del Montón de Trigo en la izquierda.

### Gestión forestal

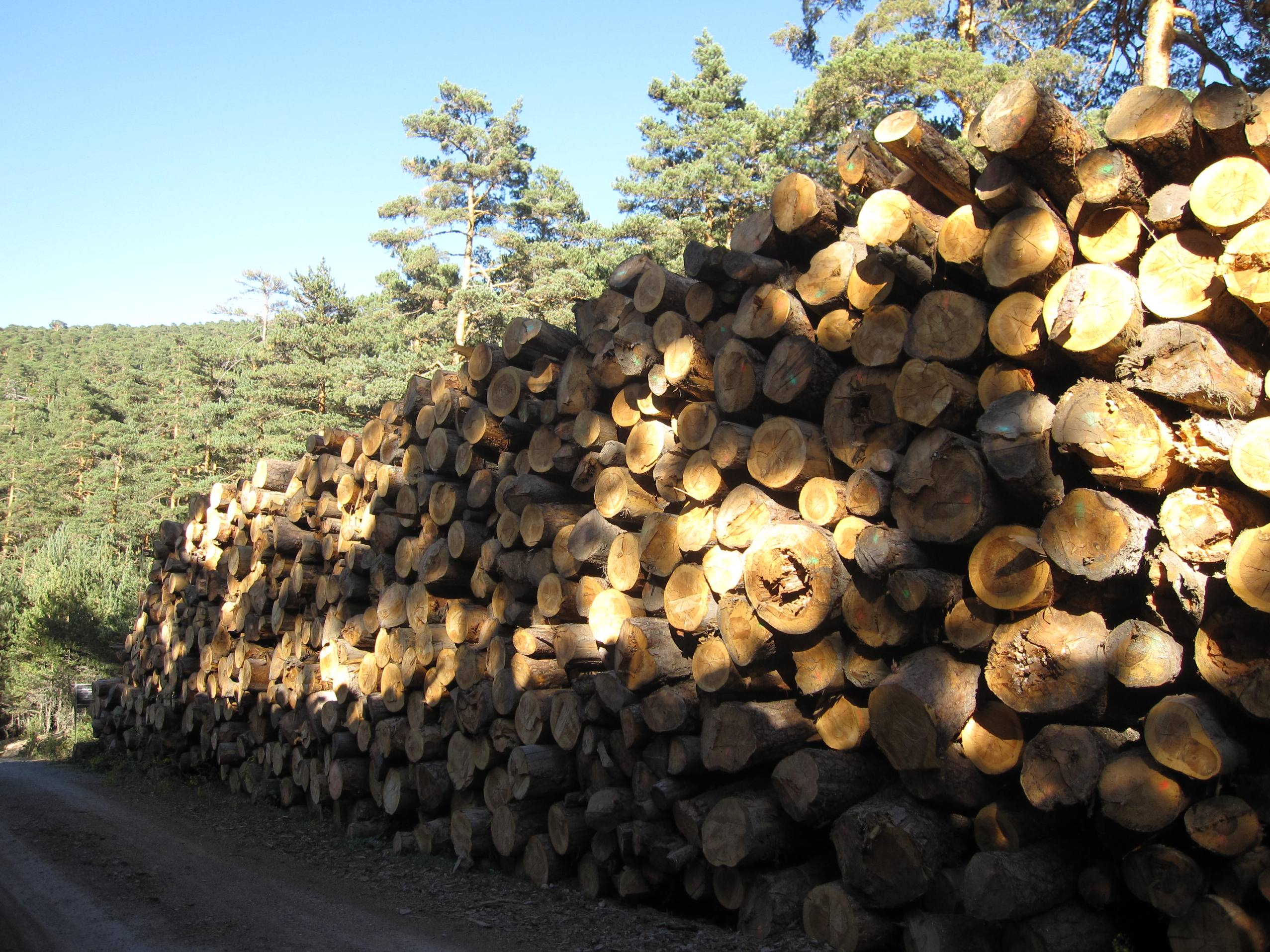
Almacenamiento de madera en el entorno de las "siete revueltas" de la carretera CL-601.

El organismo de Montes y Aserradero de Valsaín tiene bajo su responsabilidad gestionar el desarrollo de los montes de Valsaín haciendo compatible su aprovechamiento según los usos tradicionales con la conservación y mejora de los diferentes hábitats en los que se desarrollan las diferentes especies de fauna y flora, obedeciendo de esta forma el dictado de la Ley 43/2003 de Montes, que dice:

Los montes deben ser gestionados de forma sostenible, integrando los aspectos ambientales con las actividades económicas, sociales y culturales con la finalidad de conservar el medio natural al tiempo que generar empleo y colaborar al aumento de la calidad de vida y expectativas del desarrollo de la población.

Para lograr estos objetivos se divide la superficie de los montes de Valsaín en diferentes zonas o cuarteles, en los que se establecen líneas de actuación dependiendo de sus características. Esto hace que existan cuarteles dedicados a la explotación forestal, al recreo, al pastoreo o a la protección de diferentes especies. La principal actividad de aprovechamiento es la explotación forestal del pino silvestre. 
La gestión de los recursos de los montes viene establecida en los siguientes documentos;
- 6.ª Revisión de la Ordenación del Monte Pinar de Valsaín (plazo de vigencia 2000-2009).
- 2.ª Rev. de la Ordenación del Monte Matas de Valsaín (plazo de vigencia 2004-2019).
- 1.ª Rev. de la Ordenación Silvopastoral de los Montes de Valsaín (plazo de vigencia 2000- 2009).
- IV Plan Cinegético del Coto Montes de Valsaín (temporadas de vigencia 2006-07 a 2009-10).

Sistema de Gestión Forestal Sostenible de los Montes de Valsaín (SGFS).
La ordenación se realiza conforme a cinco documentos básicos que suponen el conocimiento del espacio a gestionar y los planes a largo plazo y a corto plazo (el Plan General y el plan Especial) que determinan la planificación de las medidas medioambientales para actuar sobre los diferentes agentes como la fauna, flora, territorio, etc. El conocimiento del espacio a gestionar se recoge bajo diferentes puntos de vista o estados, estos son:
- Estado Legal.
- Estado Natural.
- Estado Inventarial.
- Informe Selvícola.

Hay una revisión y corrección permanente sobre los Planes realizándose revisiones comparativas con los inventarios anteriores corrigiéndose las desviaciones no deseadas.
Se ha dividido la superficie de los montes en 25 cuarteles diferentes, la mayoría de ellos destinados a la producción, uno de los cuarteles ha quedado al margen de la explotación forestal con el objetivo de conseguir una superficie de pinar maduro seminaturalizado. En el resto se determinan las restricciones dependiendo de sus características particulares.
La especie principal que se explota es el pino silvestre pero también hay explotaciones de otras especies, en el cuadro siguiente se muestran los diferentes volúmenes de madera de cada especie que hay en cada uno de los montes y sus posibilidades de explotación:
| Especie        | Existencias Monte Matas (m³) | posibilidad de explotación Monte Matas (m³) | Existencia Monte Pinar (m³) | posibilidad de explotación Monte Pinar (m³) |
| -------------- | ---------------------------- | ------------------------------------------- | --------------------------- | ------------------------------------------- |
| Pino silvestre | 284.216,00                   | 3.626,25                                    | 2.337.974,00                | 28.748,50                                   |
| Pino laricio   | 2.393,00                     | -                                           | -                           | -                                           |
| Roble          | 56.720,00                    | -                                           | 2.073,00                    | 250,00                                      |
| Encina         | 3.822,00                     | -                                           | -                           | -                                           |

Con excepción de 50 ha la principal especie aprovechable del monte Pinar es el pino silvestre. En el monte Matas también se aprovecha el roble melojo.

### Forma de explotación
En el pinar se realizan clareos sucesivos por bosquetes que consigue sustituir los árboles maduros por otros más jóvenes. En el robledal se realizan cortas eliminando los pies secos y dominados.
Estas actividades están limitadas en cuanto a la forma y a la época de realización, en determinadas zonas, por diferentes motivos como son los paisajísticos, la no interferencia en las tollas y testeros o en la reproducción de especies protegidas. No se realiza aprovechamiento alguno en algunas áreas y en un radio de 100 m de las zonas de nidificación del buitre negro y el águila imperial. En un radio de 500 m se hace en épocas concretas.
Los pinos se cortan con una edad de 120 años. El apeo se hace mediante corte con motosierra, luego se derrama y despunta para sacarlo seguidamente del bosque con diferentes medios (caballerías, tractores o autocargadores) y se transporta y apilan con camiones grúa después de haberlos medido.
La gestión se realiza mediante el método llamado de Tramo Móvil. Este método divide el cuartel en diferentes "cantones" que suelen estar delimitados por accidente naturales o caminos y en esa área se tiene inventariado el número de árboles y sus características. Dependiendo del estado de madurez del árbol se asignan tres tramos:
- Regeneración, cuando sus árboles están en periodo de regeneración. En este tramo se dan las cortas de clareo.
- Mejora, cuando ya ha finalizado la regeneración. Se realizan cortas de los árboles "padres" que se han dejado para el aporte de la semilla.
- Preparación, cuando ya están próximos a la madurez. Se realizan cortas de árboles enfermos y secos preparando la densidad óptima para lograr, cuando se realice el clareo, una nueva regeneración.

Se deja siempre un cuartel por entresaca, otro de protección sin cortas y otros con solo tramos de mejora. 
Hay 50 ha en el cuartel de Revenga donde se pretende conseguir una masa adulta de acebo mediante el resalvo del sotobosque de pinar formado por acebo.
Para el desarrollo de los diferentes trabajos dentro de Montes de Valsaín se cuenta con la participación de 50 personas que trabajan en diferentes áreas. Hay trabajadores de campo, administrativos, trabajadores de aserrío, guardas de parque, guías, agentes medioambientales, técnicos... y también se realizan contratas con empresas, tanto públicas como privadas.

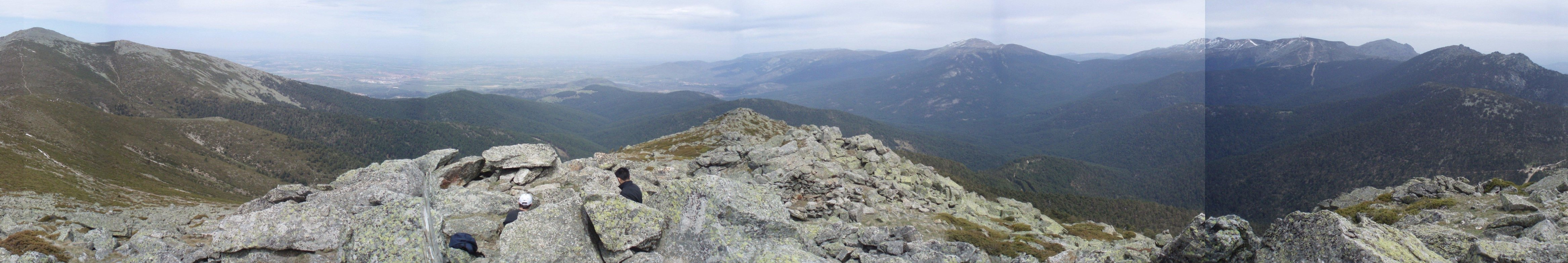
Vista panorámica del valle de Valsaín desde la cima del Montón de Trigo.

#### El pinar
La edad de corta del pino silvestre es de unos 120 años. La forma tradicional de explotación de estos bosques es la de realizar clareos en los pinares. En los claros que se abren por la corta de los pinos adultos el índice luminoso se eleva lo que facilita la germinación de los piñones y, de este modo, una nueva generación de pinos. Con el tiempo se va sustituyendo la masa de árboles adultos por nuevos pinos jóvenes regenerando, completamente, el pinar.
Al principio la masa de pinos jóvenes es muy tupida que va disminuyendo por proceso natural y por la intervención humana que realiza diferentes limpiezas y cortas hasta alcanzar la densidad conveniente para un óptimo desarrollo del árbol.
En las zonas de protección especial, donde habita alguna especie amenazada, no se realiza intervención alguna con el fin de conservar la estructura del "dosel arbóreo" y no molestar con el trasiego de hombres y máquinas.

### El aserradero

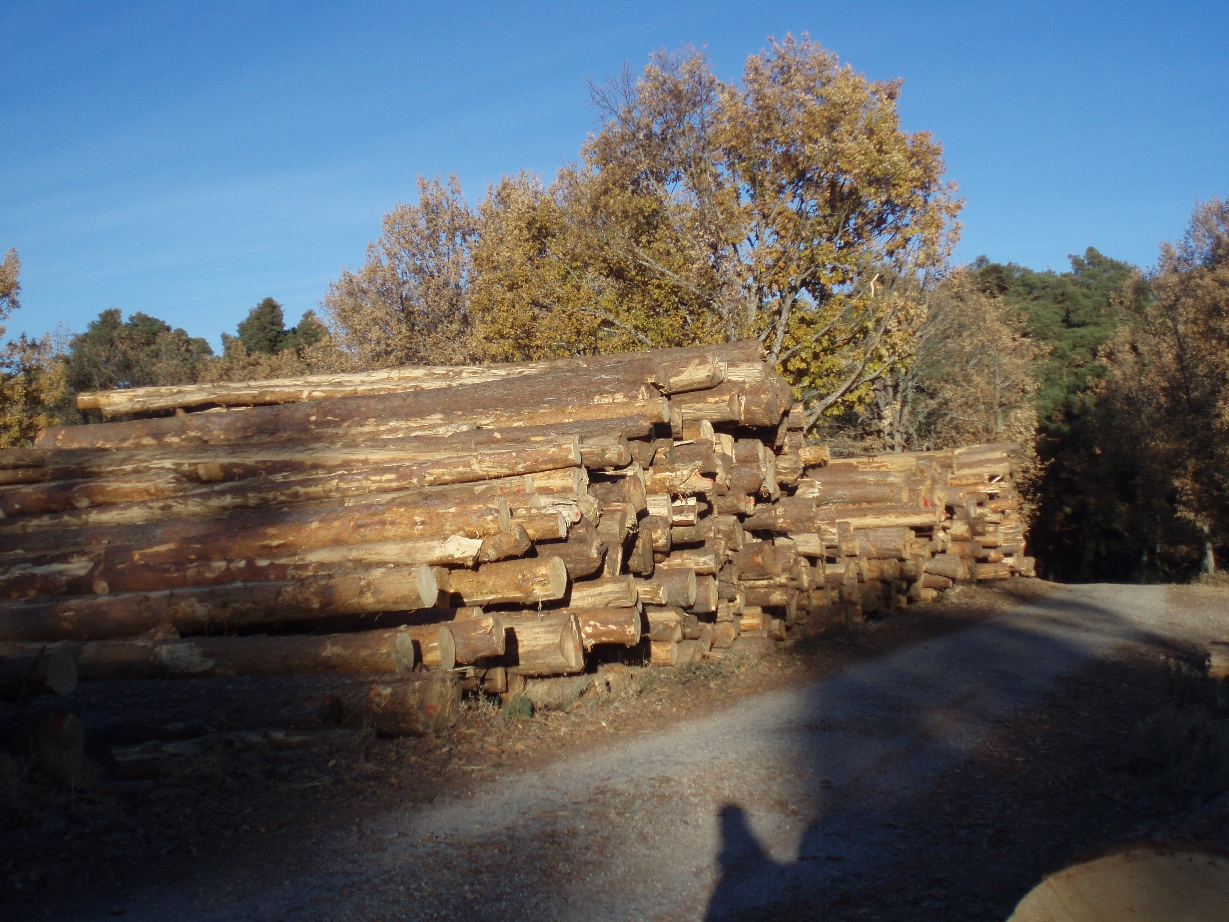
Madera de Valsaín almacenada.

La explotación forestal de los montes de Valsaín se realiza mediante El Aserradero. Esta instalación, ubicada en el Monte de Matas, al lado del núcleo urbano de Valsaín y de las instalaciones del Centro Nacional de Educación Ambiental, ocupa una superficie de 12 ha.
Nació en 1884 creada por la Casa Real. En sus comienzos la fuerza motriz estaba basada en el vapor. La propiedad del aserradero siguió la misma suerte que los montes. Cuando en 1945 los montes pasaron a depender de Patrimonio Nacional, el aserradero también lo hizo. El 16 de julio de 1982 pasó a depender del Instituto Nacional para la Conservación de la Naturaleza (ICONA).
En 1952 se ampliaron y modernizaron las instalaciones, se dotó a las mismas de un cabezal, una desdobladora, una sierra pendular y una galera. En 1985 se realizó la última reforma en la que se actualizaron sus instalaciones dotándole moderna maquinaria y automatizándolo. 
En 1 de octubre de 2005 sufrió un incendio que paralizó la producción. Las llamas afectaron a la maquinaria y a la nave. En el año 2007, se reemprendieron las labores de aserrío con carro móvil y se continuó con las labores de reconstrucción aprovechando las mismas para dotar al aserradero de la más moderna tecnología de producción maderera.
La producción se comercializa con la marca Maderas de Valsaín y está adaptada a las exigencias del mercado.
Se han obtenido los certificados de sistemas de gestión forestal sostenible, el FSC (SW-FM/COC-1441) se obtuvo en febrero de 2005, expedido por FSC España, e incluye la cadena de custodia para la madera que procesa el aserradero, y el PEFC (PEFC/14-23-00008) en noviembre de 2004, expedido por PEFC España.
Se prevé construir en las instalaciones del aserradero un Museo de la Madera que ocuparía las que fueron las instalaciones del Real Taller de Aserrío Mecánico.

## Historia

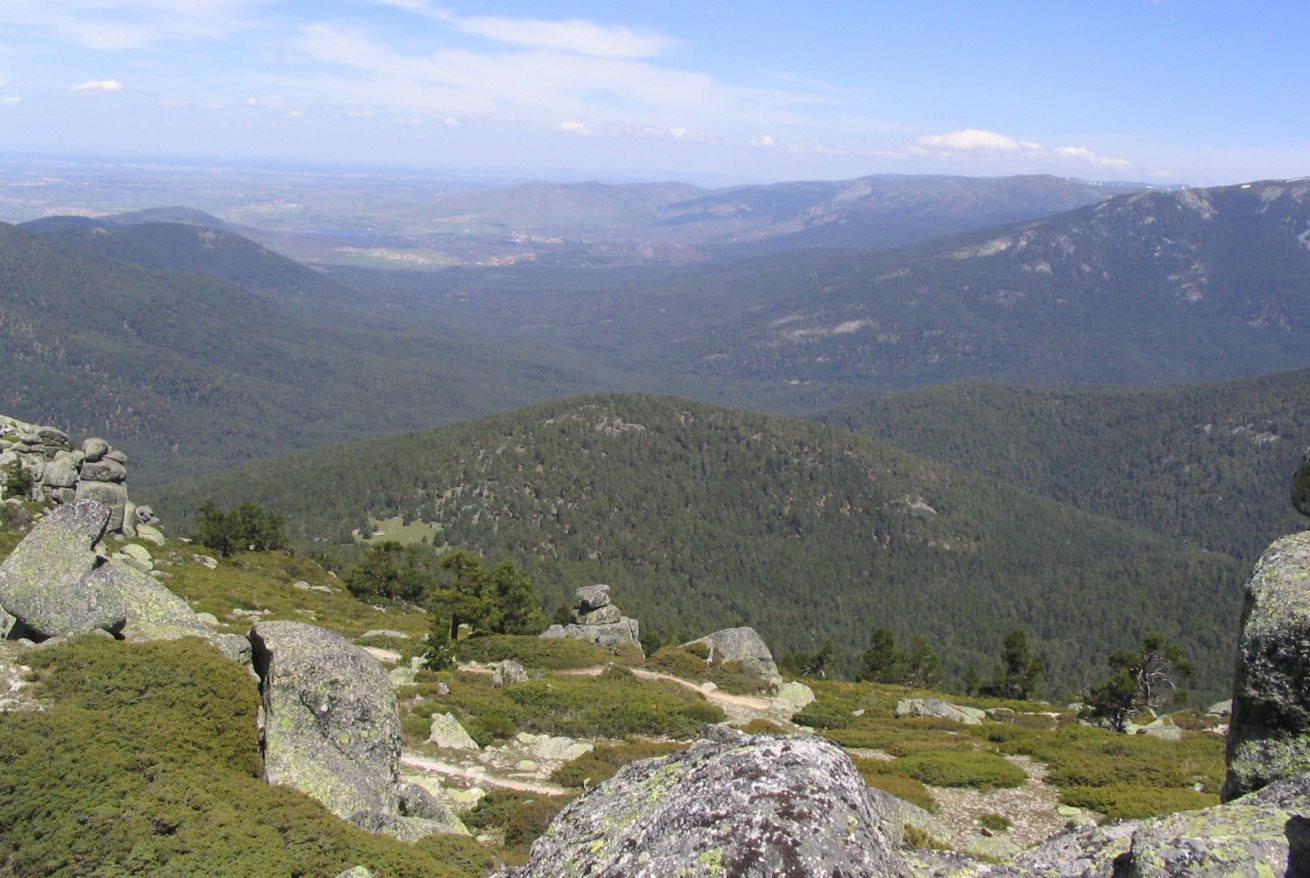
Valle de Valsaín visto desde la cima de Siete Picos.

Históricamente los montes de Valsaín pertenecían a la ciudad de Segovia y se aprovechaban en régimen de comunidad y eran gestionados por la la Noble Junta de Linajes y al Común de su Tierra. En 1579 se prohibía la caza y la pesca en estos parajes con lo que se convertía en el primer espacio natural protegido.
La riqueza cinegética de los mismos llevó, en 1761, a que el rey Carlos III los adquiriera para utilizarlos como coto de caza. Entre el 9 de diciembre de 1869, fecha en que se promulgó la ley de desvinculación y venta de bienes de la Corona, y la Ley de junio de 1876, los montes estuvieron en manos privadas. Su retorno a la Corona no fue completo, dejó en manos privadas las Matas Pirón, Mata de la Saúca y Navalosar.
Con la llegada de la II República dejaron de ser propiedad de la Corona y pasaron a integrase en el patrimonio del Estado.
En 1940 pasan a ser de Patrimonio Nacional y en 1982, mediante la Ley 23 de 16 de junio, reguladora de los bienes del Patrimonio Nacional, se transfieren al ICONA, Instituto para la Conservación de la Naturaleza, que con su desaparición en 1985 hace que pasen a depender del Organismo Autónomo Parques Nacionales hasta la actualidad.
El primer intento de protección del entorno se produjo en 1920 cuando se intentó declarar parque nacional a toda la sierra de Guadarrama y a los Montes de Valsaín. Este intento fracasó. Más tarde, en 1930 se protegieron tres pequeñas áreas dentro de la figura de Sitios Naturales de Interés Nacional una de ellas era el Pinar de La Acebeda.
En 1988 se declaró la ZEPA, Zona de especial protección para las aves, dada la importancia y singularidad de la riqueza avícola con más de 100 especies nidificantes y fue incluida en la Red Natura 2000 de los espacios protegidos de la Unión Europea en 1995, conforme a sus condiciones de ZEPA Y LIC. En 1998 se realiza la propuesta de declaración de Lugar de Importancia Comunitaria (LIC)
Está incluido en el Plan de Espacios Naturales Protegidos de Castilla y León desde el año 2003.

## Figuras de protección
- Zona de especial protección para las aves (ZEPA).
- Sitio Natural de Interés Nacional del Pinar de la Acebeda, situado sobre 587 ha del Pinar de Valsaín (declarado 1.930).
- Área Crítica SG -3 a efectos del Plan de Recuperación del Águila Imperial Ibérica en Castilla y León.

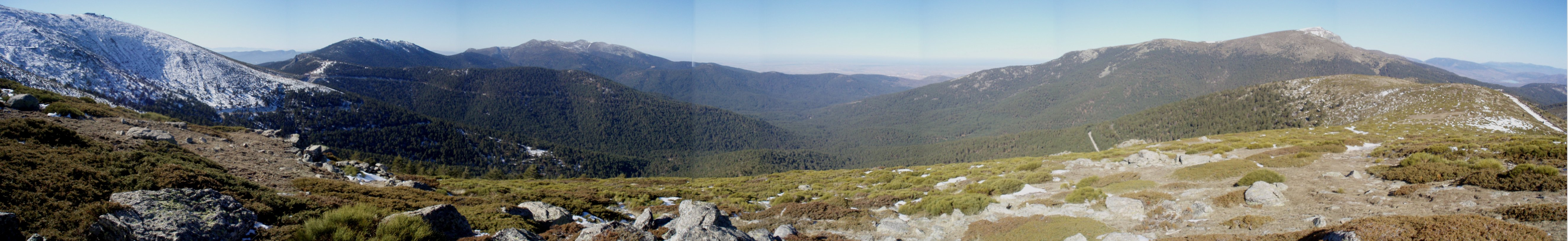
Panorámica del Valle de Valsaín visto desde la Loma del Noruego.